# Vordere Tormäuer
Vordere Tormäuer är en ravin i Österrike.   Den ligger i förbundslandet Niederösterreich, i den östra delen av landet, 90 km väster om huvudstaden Wien. Vordere Tormäuer ligger 597 meter över havet.
Terrängen runt Vordere Tormäuer är huvudsakligen kuperad. Vordere Tormäuer ligger nere i en dal. Närmaste större samhälle är Scheibbs, 11,9 km norr om Vordere Tormäuer. 
I omgivningarna runt Vordere Tormäuer växer i huvudsak blandskog. Runt Vordere Tormäuer är det ganska glesbefolkat, med 29 invånare per kvadratkilometer.